# Hernán Crespo
Hernan Jorge Crespo (Florida, Argentina, 5. srpnja 1975.) argentinski je nogometni trener i bivši nogometaš. Trenutačno je trener São Pauloa. 

## Nogometni put
U Europu, točnije u talijansku Parmu, došao je 1996. iz argentinskog kluba River Plate. Iako su ga još u River Plateu mučile ozljede, a zatim i težak početak u Parmi, uspijevao je prosječno zabijati po jedan gol na svake dvije utakmice. Zbog njegove snage i precizna oka često ga uspoređuju s Batistutom, a mnogi se u tome i slažu. Osvojio je naslov argentinskog prvaka, kup UEFA-e, Copa Libertadores, Coppa Italia, talijanski Superkup.

## Zanimljvosti
Poznat je po tome što trči svih 90 minuta, a usuđuje se pucati i lijevom i desnom nogom. Veliki je fan Rolling Stonesa.

## Vanjske poveznice
- Profil Soccerbase